# Паняряйский железнодорожный тоннель
Пона́рский тонне́ль (Паняря́йский железнодорожный тоннель) (лит. Panerių geležinkelio tunelis) — один из двух первых железнодорожных тоннелей в Российской империи (ныне Литва). Был проложен на перегоне Вильна — Ландварово под одним из холмов на территории пригорода Вильна — Понар. Высота тоннеля составляет 6,4 м, ширина — 8 м, длина — 427 м.
Строительство тоннеля было начато 15 (27) января 1859 года по указанию императора Александра II как часть Петербурго-Варшавской железной дороги. Примерно в то же время (9 (21) мая 1859 г.) началось строительство Ковенского железнодорожного тоннеля (лит. Kauno geležinkelio tunelis).

## История строительства
Работы по устройству Понарского туннеля начаты 15 Января 1859 г. При самом приступе к оным встретились важные затруднения, по свойству грунта, состоящего из сыпучаго песку. Основная штольня могла быть проложена только при особенных мерах осторожности: необходимо было укрывать рабочих за деревянным щитом и одевать стенки блиндажем, даже проконопаченным, дабы воспрепятствовать просачиванию песку, осыпавшагося сквозь самыя узкие пазы. 25 Ноября 1859 г. штольня окончена на всей длине 200-саженнаго туннеля.
Затем приступлено к разработке штольни в ширину и к устройству свода. До проложения основной штольни, частию же во время устройства ея, открыты были две боковые штольни для возведения стенок, которые и устроены на протяжении 160 сажен.
...Свойство грунта, в котором проходит Понарский туннель, потребовало дать своду толщину вместо полутора кирпича до трех, с соответственным утолщением стенок. 
— Отчет Главного Общества Российских железных дорог за 1859 г. СПб. 1860 г. Стр. 32, 36.
Проектирование тоннеля и руководство строительными работами выполнялось немецкими и французскими инженерами. Рабочие были набраны в основном из окрестностей Вильны (с 1939 г. — Вильнюс). Строительство велось с обеих оконечностей. Все работы выполнялись вручную, поэтому условия труда были очень тяжёлыми, при этом каждый рабочий получал в месяц около трёх рублей. Все подрывные работы велись с использованием пороха, так как динамит в то время ещё не был изобретён, что ещё более снижало скорость и эффективность работ.

Постройка тоннеля была завершена спустя два года, в 1861 году. После открытия Понарский железнодорожный тоннель (а также открытый примерно в то же время Ковенский железнодорожный тоннель) стал не только первым действующим железнодорожным тоннелем в Российской империи, но также одним из первых в Европе.

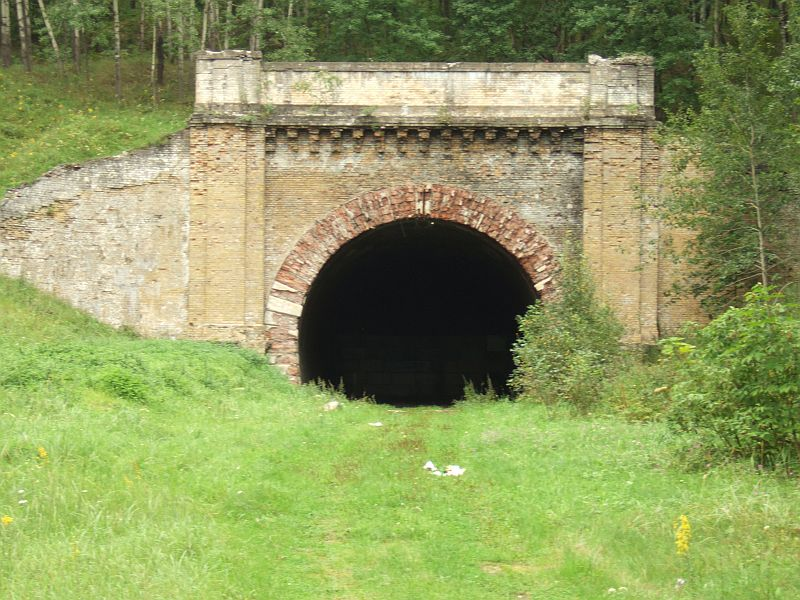
Современное состояние Паняряйского железнодорожного тоннеля

К началу Второй мировой войны расходы на содержание тоннеля существенно возросли. Несмотря на это, немецкими силами было проведено его укрепление. Но в конце войны, во время отступления немецких войск, тоннель, наряду с другими объектами местной инфраструктуры, был взорван. По другим данным, по мере отступления фронта планировалось взорвать туннель, как и другие объекты инфраструктуры, но тоннель не был взорван, так как находившийся в тоннеле заряженный взрывчаткой эшелон был неожиданно захвачен во время крупной атаки Красной Армии.
После Второй мировой войны тоннель продолжал использоваться до начала 1960-х годов, когда была построена линия в обход холма. 
В 2004 году тоннель был замурован с целью защитить местную популяцию редких видов летучих мышей, большая часть которой обитает в тоннеле.